# Ulrike von Stenglin
Ulrike von Stenglin (* um 1982) ist eine deutsche Verlagsleiterin und Verlagslektorin.
Seit Januar 2018 bis Juni 2023 arbeitete Stenglin beim Carl Hanser Verlag und baute dort den Verlagsbereich hanserblau auf. Pro Jahr sollen 16 Bücher aus den Bereichen Sachbuch und Belletristik erscheinen. Das erste Programm ist für das Frühjahr 2019 geplant. Bekanntheit erlangte sie u. a. mit Stellungnahmen zur Frage angemessener sprachlicher Übersetzungen.
Von Januar 2008 bis Dezember 2017 arbeitete Stenglin beim Ullstein Verlag. Innerhalb des Verlags arbeitete sie von 2010 bis 2015 im Sachbuch Lektorat. Seit Oktober 2015 war sie als Programmleiterin tätig und verantwortete unter anderem die Neugründung des Verlagsbereiches Ullstein Fünf. Im Juni 2023 wurde der Wechsel zur Bonnier-Verlagsgruppe bekannt, bei der sie den Gutkind-Verlag aufbauen soll.
Zudem war sie für verschiedene Publikationen als freie Autorin tätig, u. a. für die Wochenzeitung Die Zeit.